# Escolástico Zegada
Escolástico Zegada fue un sacerdote, benefactor y político de Jujuy que fue gobernador y capitán general provisional de su provincia argentina.

## Biografía
José Francisco Escolástico de Zegada y Gorriti nació en San Salvador de Jujuy el 10 de febrero de 1813, hijo de Julián Gregorio Zegada Rubianez y de Ana María del Carmen Gorriti Cueto. Suxesor político del clan salto-jujeño de los Gorriti , de gran influencia en la causa patriótica desde la Revolución de Mayo y figuras del partido de la Patria Vieja. Era sobrino del canónigo Juan Ignacio Gorriti, diputado a la Junta Grande en 1810, de José Ignacio Gorriti, varias veces Gobernador de Salta una vez fallecido Güemes y del militar Francisco "Pachi" Gorriti.  Sobrino también de Diego de Pueyrredón O'Dogan, genearca de los  militares y políticos jujeños Pueyrredón Zegada (12 hermanos)
Fue ordenado sacerdote en Chuquisaca (Charcas) el 25 de octubre de 1836, desempeñándose sucesivamente como vicepárroco en Orán, curato de Río Negro, párroco foráneo y —desde 1868 en adelante— cura rector de la Iglesia Matriz de Jujuy.
Electo diputado por Jujuy en 1839, renunció a su banca el 9 de noviembre de ese año. En 1840 fue nuevamente electo por el mismo distrito y en 1844 integró la Legislatura por el departamento de Yavi, mandato que ejerció hasta 1846. En 1840 y en 1846 fue designado vicepresidente segundo de la Sala de Representantes. 
Depuesto el gobernador Pedro Castañeda, el 22 de febrero de 1849 fue designado Gobernador de Jujuy por el cabildo con mandato provisional para convocar una nueva elección.
Al tener noticias del movimiento, el gobernador de la provincia de Salta Vicente Tamayo, caudillo federal , pidió explicaciones por la deposición del gobernador electo y se puso en marcha al frente de las milicias de su provincia rumbo a Jujuy, recordemos que Jujuy ya había sido declarada provincia autónoma en 1834, y que la Confederación Argentina, acéfala desde 1820, estaba envuelta en la lucha entre unitarios y federales.
Zegada decidió abandonar la ciudad con fuerzas leales llevando prisioneros a Castañeda y a su antecesor José Mariano Iturbe. 
Iniciadas conversaciones con Tamayo, se acordó reponer a Castañeda en el poder con la condición de que cesara la influencia de Iturbe en el gobierno de la provincia y que se amnistiara a los comprometidos en el movimiento unitario 
Zegada por su parte optó por expatriarse a Bolivia al igual que otras prominentes figuras unitarias de Salta y Jujuy (los Gorriti, Teodoro Sánchez de Bustamante), pero regresó a los pocos meses al ser elegido fue elegido diputado por la Capital (fines de 1849). En 1852 fue reelecto ocupando la vicepresidencia de la Cámara y la presidencia en 1853. 
En 1855 y 1856 presidió la Convención Constituyente teniendo un destacado papel en su redacción. Entre el 12 de julio y el 23 de septiembre de 1862 fue Senador nacional suplente, obteniendo luego licencia por enfermedad. En 1870 fue presidente del Cuerpo Municipal de su ciudad natal.
Murió el 14 de agosto de 1871. Sus restos descansan en la basílica San Francisco de la capital jujeña.
Nombrado canónigo de Salta, tuvo también una destacada labor en lo religioso. Restauró el Convento de la Merced y en 1860 efectuó reformas en el Convento de San Francisco de esa ciudad. Fue propuesto tres veces para ocupar el Obispado de Salta,  ofrecimiento que declinó en cada oportunidad.
Importante benefactor de la sociedad jujeña. En 1844 fundó la Sociedad de Beneficencia e inició la construcción del  Hospital San Roque. Creó la primera escuela de Artes y Oficio para varones en el convento de San Francisco. Construyó anexo a la Merced un tambo, en julio de 1858 fundó y dotó de un edificio a sus expensas el Colegio de Dolores (actual Colegio del Huerto) para educación de niñas e introdujo en Jujuy en 1854 junto con su sobrino Macedonio Graz la primera imprenta de la provincia. En 1856 editó el periódico El Orden y publicó su obra Instrucciones Cristianas y catecismos de su autoría.
Varias calles, un Hospital y la Escuela de Educación Técnica N°1 de Jujuy  llevan su nombre.